# Ada Ellen Bayly
Ada Ellen Bayly, född 25 mars 1857 och död 8 november 1903, var en brittisk författare.
Bayly skrev under pseudonymen Edna Lyall, ett flertal romaner, som under sin tid var mycket populära.